# Poruba, Prievidza
Poruba este o comună slovacă, aflată în districtul Prievidza din regiunea Trenčín. Localitatea se află la altitudinea de 410 m deasupra n.m., se întinde pe o suprafață de 2,16 km2 și în 2017 număra 1.309 locuitori.

## Istoric
Localitatea Poruba este atestată documentar din 1339.

## Demografie
| An:                | 1994 | 2004   | 2014   | 2024   |
| ------------------ | ---- | ------ | ------ | ------ |
| Număr de persoane: | 1258 | 1287   | 1294   | 1372   |
| Diferență:         |      | +2,30% | +0,54% | +6,02% |

| An:                | 2023 | 2024   |
| ------------------ | ---- | ------ |
| Număr de persoane: | 1363 | 1372   |
| Diferență:         |      | +0,66% |